# Benedetto Coda

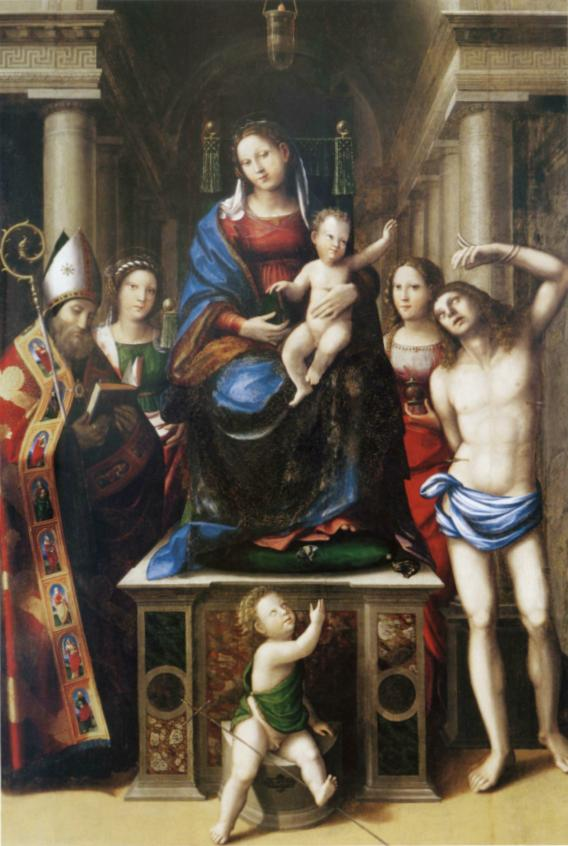
Madonna z Dzieciątkiem i świętymi (Sacra Conversazione) (1513), Muzeum Narodowe w Warszawie

Benedetto Coda (najwcześniejsza wiadomość 1492; zm. ok. 1535 w Rimini) – malarz włoski okresu Renesansu.
Benedetto Coda tworzył głównie w Rimini. Brak jest danych o jego pochodzeniu i wykształceniu. Zdaniem Vasariego był uczniem Giovanniego Belliniego. Jego obrazy znajdujące się głównie w Pesaro, Rimini i Rawennie wykazują pewne cechy stylu weneckiego, ale zbliżone są stylistycznie do dzieł Francesco Francia.
W roku 1531 otrzymał on wraz ze synem Bartolomeo Coda zlecenie parafii św. Dominika w Cesenie na obraz przedstawiający Matkę Boską z Bogiem-Ojcem i świętymi Jakubem, Krzysztofem i Katarzyną. Brak wiadomości o losach tego obrazu.
Według Giorgio Vasariego był on nauczycielem młodego Rafaela.
W zbiorach warszawskiego Muzeum Narodowego znajduje się obraz Madonny z Dzieciątkiem i świętymi (Sacra Conversatione).